# Familiäre Alzheimer-Krankheit
Die familiäre Alzheimer-Krankheit ist eine sehr seltene Sonderform der Alzheimer-Krankheit mit früherem Krankheitsbeginn, meist vor dem 60. Lebensjahr.
Synonyme sind: Alzheimer-Krankheit, familiäre; englisch Familial Alzheimer Disease; FAD;  Early-onset familial autosomal dominant Alzheimer disease; EOFAD; Early-onset autosomal dominant Alzheimer disease

## Verbreitung
Die Häufigkeit wird mit 1–9 / 100 000 angegeben, die Vererbung erfolgt autosomal-dominant.
Diese familiäre Form macht weniger als 5 % aller Alzheimer-Krankheiten aus.

## Ursache
Je nach zugrunde liegender Mutation können folgende Typen unterschieden werden:
- Typ 1, 10–15 %, mit Mutationen im APP-Gen auf Chromosom 21 Genort q21.3[3]
- Typ 2, 20–70 %, häufigste Form, mit Mutationen im PSEN1-Gen auf Chromosom 14 Genort q24.2, oft mit Krampfanfällen und Sprachdefiziten verbunden, häufig relativ schnell sich verschlechternd[4]
- Typ 3, 5 %, mit Mutationen im PSEN2-Gen auf Chromosom 1 Genort q42.13[5]

In 20–40 % ist eine genetische Ursache nicht sicher zuzuordnen.
Alle diese Mutationen führen zum Absterben von Nervenzellen, Verlust von Synapsen und Bildung seniler Plaques.

## Klinische Erscheinungen
Die familiäre Alzheimer-Krankheit entspricht bis auf den früheren Krankheitsbeginn der klassischen Alzheimer-Krankheit.

## Diagnose und Behandlung
Die Diagnose und Behandlungsmöglichkeiten unterscheiden sich nicht von dem unter Alzheimer-Krankheit Beschriebenem.

## Differentialdiagnostik
Abzugrenzen sind:
- Depression
- Pick-Krankheit (frontotemporale Demenz)
- Lewy-Körper-Demenz
- Chorea Huntington